# Strage degli innocenti (Moretto)
La Strage degli innocenti è un dipinto a olio su tavola trasportato su tela (231x141 cm) del Moretto, databile al 1531-1532 e conservato nella chiesa di San Giovanni Evangelista a Brescia, al terzo altare destro.

## Storia
La tavola viene commissionata al Moretto da padre Innocenzo Casari e dal fratello, padre Giovanni Casari, in ossequio alle disposizioni testamentarie del figlio di un terzo fratello, e dunque loro nipote, Giovanni Innocenzo Casari, morto all'età di 17 anni il 19 settembre 1530. Il giovane, molto fedele e morto piamente, aveva disposto l'erezione di un altare dedicato ai Santi Innocenti all'interno della chiesa di San Giovanni Evangelista.
I due zii, il primo superiore generale e il secondo priore del convento annesso alla chiesa, retto dai Canonici Lateranensi, si affrettano pertanto a seguirne le disposizioni erigendo un grande altare in marmi vari ornato dalla pala del Moretto, pittore ormai già in vista nel panorama artistico cittadino dell'epoca, entro cornice lignea intagliata e dorata, il tutto giunto integro fino a noi. Il giorno esatto della morte è segnalato dall'epigrafe latina incisa, tra l'altro piuttosto grossolanamente, nei cartigli delle basi delle due colonne che fiancheggiano l'altare.
Esistono due documenti storici che descrivono abbastanza dettagliatamente la vicenda: il primo è una cronaca scritta da un non meglio noto padre Giovanni Francesco, sotto dettatura di padre Innocenzo Casari, il secondo è la testimonianza di Pandolfo Nassino, che racconta gli stessi fatti seppur con lievi discrepanze dalla versione del Casari, probabilmente a causa del fatto che erano già trascorsi alcuni anni dallo svolgersi dei fatti. Il primo documento è stato reso noto per la prima volta da Sandro Guerrini nel 1986, il secondo la prima volta da Paolo Guerrini nel 1907 e ancora da Giorgio Nicodemi nel 1926, che lo credeva inedito.
Nei primi anni del XX secolo il dipinto, su interesse della Fabbriceria della chiesa di San Giovanni, è stato trasportato su tela dal laboratorio Steffanoni di Bergamo nell'intento di rimediare alle screpolature di colore alle quali, da tempo, era soggetta la pellicola pittorica.

## Descrizione
La pala raffigura la strage degli innocenti in un affollato e concitato gruppo, posto in primo piano, di madri in fuga e guerrieri dediti al massacro. Messi in risalto sono, in particolare, la donna dipinta al centro e i due guerrieri che la fiancheggiano ai lati, in posizioni differenti. Fa da cornice alla scena un contesto di architetture turrite, in particolare una loggia rinascimentale al centro dalla quale Erode il Grande assiste alla carneficina. Oltre una muraglia merlata si vede un paesaggio collinare.
La metà superiore della tela è invece occupata dall'apparizione del Bambino Gesù, reggente una croce lignea, al centro di una mandorla di luce e nubi. Al di sopra è dipinta un'epigrafe marmorea con l'iscrizione "INNOCENTES ET RECTI / ADHESERVNT / MIHI".

## Stile
Già Bernardino Faino, alla metà del Seicento, denuncia gli elementi raffaelleschi presenti nella pala: "vi è in q(ues)ta chiesa una paletta di mano del Moretto dipintovi l'ucisione degli nocenti, cosa tanto pulita e ben fatta che pare di manno di Raffaello". Dello stesso parere è Giulio Antonio Averoldi nel 1700 e, in generale, la letteratura artistica locale manterrà sempre lo stesso livello altamente elogiativo.
Secondo Alessandro Sala, nel 1817, il dipinto va posto tra le prime opere del pittore, ipotesi poi confutata da Federico Odorici nel 1853 per il quale, data la reminiscenza di notissime pose di Raffaello, il dipinto deve essere collocato quando il Moretto studiava come "fondere la classica grazia della scuola romana col proprio stile". Sulla stessa linea di pensiero si pongono Joseph Archer Crowe e Giovanni Battista Cavalcaselle, nel 1871, soffermandosi sugli indubbi esiti raffaelleschi del dipinto.
Pompeo Molmenti, nel 1898, si discosta dal pensiero critico ottocentesco definendo la pala come "una delle opere più deboli del Moretto". Antonio Morassi, agli antipodi, nel 1939 la rilancia invece come "dipinto più bello del Moretto".
È forse Roberto Longhi, nel 1917, a individuare la sistemazione critica più adeguata, collocandolo in un momento assai significativo del percorso artistico del Moretto, un periodo in cui il pittore "ricerca sé stesso" il quale, "dopo aver sentito che gli stemmi carnosi dei tizianeschi sono troppo superficie, pensa di servirsi delle muscolature e di qualche atto fiorentino, per dare un'azione scheletrica qualsiasi, un bulbo dove poter addossare con più risulta la polpa cromatica, che si fa più impastosa e sovrapposta, senza snaturare quei valori di sostanza, di materia, di aria, di luce e di tono che erano retaggio più individuale della scuola di Brescia". Camillo Boselli, nel 1954, osserva invece la felicità con cui il Moretto, nelle architetture di contorno e nella collina di sfondo, riesca a cogliere la possibilità di evadere dalla carneficina in primo piano, alla quale dona un ritmo chiuso e lineare.
K. Rathe, nel 1941, studia inoltre da quali stampe di dipinti di Raffaello il pittore bresciano avrebbe potuto attingere per produrre il suo, non trovandone comunque di particolari e accettando piuttosto un più vasto "tesoro di motivi accumulatosi nel mondo raffaellesco". Tuttavia, il Rathe individua forse la fonte per la rappresentazione della madre che, vista di spalle, campeggia al centro della scena, in una stampa ferrarese anonima, databile al 1470 circa, raffigurante la Morte di Orfeo, in particolare in una delle due Menadi, che però il Moretto carica anatomicamente allontanandosi dalla snellezza dell'originale. Di questa stampa, tra l'altro, esiste oggi solamente un unico esemplare conservato ad Amburgo.
Altro influsso raffaellesco potrebbe essere individuato nella loggetta dalla quale si affaccia Re Erode, che richiama la partitura architettonica della loggetta papale nell'Incendio di Borgo. Non è però da escludere, data l'evidente somiglianza e l'attitudine del Moretto a inserire negli sfondi delle proprie scene dettagli mutuati dalle architetture bresciane, che ci si possa trovare al cospetto di una raffigurazione del primitivo fronte est di piazza della Loggia a Brescia, che al tempo del Moretto si presentava ancora costituito dal semplice muraglione merlato della Cittadella Nuova, visconteo, al quale era stata addossata nel XV secolo una loggetta con un primordiale orologio astronomico. Altre rappresentazioni di questa antica loggetta sono conformi a quella qui dipinta dal Moretto, pertanto, l'ipotesi è verosimile.